# Sixième circonscription du Calvados
La sixième circonscription du Calvados est l'une des six circonscriptions législatives françaises que compte le département du Calvados (14) situé en Normandie.

## Description géographique et démographique
La sixième circonscription du Calvados est délimitée par le découpage électoral de la loi n°86-1197 du 24 novembre 1986, elle regroupe les divisions administratives suivantes : 
- Canton d'Aunay-sur-Odon
- Canton du Bény-Bocage
- Canton de Bourguébus
- Canton de Condé-sur-Noireau
- Canton d'Évrecy
- Canton de Saint-Sever-Calvados
- Canton de Thury-Harcourt
- Canton de Vassy
- Canton de Villers-Bocage
- Canton de Vire

D'après le recensement de la population en 2012, réalisé par l'Insee, la population totale de cette circonscription est estimée à 125 255 habitants.

## Description historique et politique
La circonscription penche historiquement à droite, depuis sa première élection en 1988. Le président de Basse-Normandie, l'UDF René Garrec est le premier député du secteur. Il est réélu en 1993 face à Olivier Stirn, transfuge de la droite et ministre de Michel Rocard. En 1997, il doit s'incliner de peu face au candidat de la gauche plurielle, Alain Tourret, maire radical de gauche du village de Moult. En 2002, ce dernier est battu, à son tour, par le maire UMP de Vire, Jean-Yves Cousin. Le même duel en 2007 aboutit au même résultat. Cinq ans plus tard, la troisième fois sera la bonne pour Alain Tourret qui retrouve son ancien siège. Il est réélu largement en 2017 face au FN, ayant rejoint La République en marche. En 2022, Alain Tourret se retire et laisse sa place à Élisabeth Borne. La Première Ministre marcheuse obtient 52,46% des voix au second tour face au candidat de la NUPES, Noé Gauchard (47,54%), alors âgé de 22 ans et étudiant en Sciences Politiques. Elle fait ainsi reculer le score de 2017 d'Alain Tourret qui avait obtenu 68,34% des suffrages sous l'étiquette LREM.

## Historique des députations
| Législature | Début de mandat | Fin de mandat  | Député            | Parti politique | Observations |
| ----------- | --------------- | -------------- | ----------------- | --------------- | --- |
| IXe         | 23 juin 1988    | 1er avril 1993 | René Garrec       | UDF             | |
| Xe          | 2 avril 1993    | 21 avril 1997  | René Garrec,      | UDF,            | Mandat écourté à la suite d'une dissolution parlementaire décidée par Jacques Chirac.                                                                              |
| XIe         | 12 juin 1997    | 18 juin 2002   | Alain Tourret,    | PRG,            | |
| XIIe        | 19 juin 2002    | 19 juin 2007   | Jean-Yves Cousin, | UMP,            | |
| XIIIe       | 20 juin 2007    | 19 juin 2012   | Jean-Yves Cousin  | UMP             | |
| XIVe        | 20 juin 2012    | 20 juin 2017   | Alain Tourret     | PRG             | |
| XVe         | 21 juin 2017    | 21 juin 2022   | Alain Tourret     | LREM            | |
| XVIe        | 22 juin 2022    | 9 juin 2024    | Élisabeth Borne   | LREM-Ensemble   | Première ministre, remplacée à partir du 23 juillet 2022 par Freddy Sertin. Mandat écourté à la suite d'une dissolution parlementaire décidée par Emmanuel Macron. |

## Historique des élections
Voici la liste des résultats des élections législatives dans la circonscription depuis le découpage électoral de 1986 : 

### Élections de 1988
| Candidat       | Candidat             | Parti          | Premier tour | Premier tour | Second tour | Second tour |  |
| Candidat       | Candidat             | Parti          | Voix         | %            | Voix        | %}          |  |
| -------------- | -------------------- | -------------- | ------------ | ------------ | ----------- | ----------- |  |
|                | René Garrec élu      | UDF (PR) (URC) | 22 592       | 46,59        | 28 045      | 52,37       |  |
|                | Michel Bourrée       | PS             | 19 312       | 39,82        | 25 504      | 47,63       |  |
|                | Yves Duprés          | FN             | 2 911        | 6            |             |             |  |
|                | Raymond Prosper-Paul | PCF            | 2 464        | 5,08         |             |             |  |
|                | Joël-Philip Quille   | Divers droite  | 1 213        | 2,5          |             |             |  |
|                | Claude Travert       | Divers         | 1            | 0            |             |             |  |
|                |                      |                |              |              |             |             |  |
| Inscrits       | Inscrits             | Inscrits       | 79 392       | 100,00       | 74 619      | 100,00      |  |
| Abstentions    | Abstentions          | Abstentions    | 29 588       | 37,27        | 19 907      | 26,68       |  |
| Votants        | Votants              | Votants        | 49 804       | 62,73        | 54 712      | 73,32       |  |
| Blancs et nuls | Blancs et nuls       | Blancs et nuls | 1 311        | 2,63         | 1 163       | 2,13        |  |
| Exprimés       | Exprimés             | Exprimés       | 48 493       | 97,37        | 53 549      | 97,87       |  |

Guy Galopin, conseiller régional, maire adjoint de Vire était le suppléant de René Garrec.

### Élections de 1993
| Candidat       | Candidat                  | Parti                | Premier tour | Premier tour | Second tour | Second tour |  |
| Candidat       | Candidat                  | Parti                | Voix         | %            | Voix        | %}          |  |
| -------------- | ------------------------- | -------------------- | ------------ | ------------ | ----------- | ----------- |  |
|                | René Garrec sortant réélu | UDF (PR)             | 24 839       | 45,46        | 30 161      | 55,25       |  |
|                | Olivier Stirn             | Divers gauche (ADFP) | 17 200       | 31,48        | 24 428      | 44,75       |  |
|                | Christian Guéret          | FN                   | 4 043        | 7,4          |             |             |  |
|                | Jacques Leblanc           | Les Verts (EÉ)       | 3 823        | 7            |             |             |  |
|                | Raymond Prosper-Paul      | PCF                  | 2 522        | 4,62         |             |             |  |
|                | Xavier Jeanne             | Divers écologiste    | 2 186        | 4            |             |             |  |
|                | Jacques Millet            | LT-LNÉ               | 29           | 0,05         |             |             |  |
|                |                           |                      |              |              |             |             |  |
| Inscrits       | Inscrits                  | Inscrits             | 77 508       | 100,00       | 77 501      | 100,00      |  |
| Abstentions    | Abstentions               | Abstentions          | 20 116       | 25,95        | 19 857      | 25,62       |  |
| Votants        | Votants                   | Votants              | 57 392       | 74,05        | 57 644      | 74,38       |  |
| Blancs et nuls | Blancs et nuls            | Blancs et nuls       | 2 750        | 4,79         | 3 055       | 5,3         |  |
| Exprimés       | Exprimés                  | Exprimés             | 54 642       | 95,21        | 54 589      | 94,7        |  |

Jean-Yves Cousin, conseiller régional RPR, maire de Vire, était le suppléant de René Garrec.

### Élections de 1997
| Candidat       | Candidat            | Parti          | Premier tour | Premier tour | Second tour | Second tour |  |
| Candidat       | Candidat            | Parti          | Voix         | %            | Voix        | %}          |  |
| -------------- | ------------------- | -------------- | ------------ | ------------ | ----------- | ----------- |  |
|                | René Garrec sortant | UDF (PPDF)     | 19 109       | 37,05        | 27 274      | 49,45       |  |
|                | Alain Tourret élu   | PRS            | 14 869       | 28,83        | 27 880      | 50,55       |  |
|                | Emmanuel Regnouf    | FN             | 5 896        | 11,43        |             |             |  |
|                | François Bonnet     | PCF            | 3 210        | 6,22         |             |             |  |
|                | Jacques Leblanc     | Les Verts      | 2 308        | 4,47         |             |             |  |
|                | Bernard Lejeune     | LDI (MPF)      | 1 940        | 3,76         |             |             |  |
|                | Jean-Paul Rodary    | GÉ             | 1 586        | 3,07         |             |             |  |
|                | Gérard Le Lay       | US4J           | 1 063        | 2,06         |             |             |  |
|                | Micheline Dornier   | SÉGA           | 996          | 1,93         |             |             |  |
|                | Pierre Bellanger    | MÉI            | 602          | 1,17         |             |             |  |
|                |                     |                |              |              |             |             |  |
| Inscrits       | Inscrits            | Inscrits       | 78 403       | 100,00       | 78 402      | 100,00      |  |
| Abstentions    | Abstentions         | Abstentions    | 23 256       | 29,66        | 19 865      | 25,34       |  |
| Votants        | Votants             | Votants        | 55 147       | 70,34        | 58 537      | 74,66       |  |
| Blancs et nuls | Blancs et nuls      | Blancs et nuls | 3 568        | 6,47         | 3 383       | 5,78        |  |
| Exprimés       | Exprimés            | Exprimés       | 51 579       | 93,53        | 55 154      | 94,22       |  |

Le suppléant d'Alain Tourret était Michel Bourrée, PS, ancien conseiller régional, conseiller municipal de Vire.

### Élections de 2002
| Candidat       | Candidat              | Parti          | Premier tour | Premier tour | Second tour | Second tour |  |
| Candidat       | Candidat              | Parti          | Voix         | %            | Voix        | %}          |  |
| -------------- | --------------------- | -------------- | ------------ | ------------ | ----------- | ----------- |  |
|                | Jean-Yves Cousin élu  | UMP            | 23 155       | 42,81        | 28 640      | 54,58       |  |
|                | Alain Tourret sortant | PRG (PS)       | 18 291       | 33,82        | 23 832      | 45,42       |  |
|                | Daniel Bassière       | FN             | 4 721        | 8,73         |             |             |  |
|                | Didier Vergy          | CPNT           | 2 169        | 4,01         |             |             |  |
|                | Olivier Joliton       | Les Verts      | 1 543        | 2,85         |             |             |  |
|                | Sylvie Vauthier       | LO             | 1 029        | 1,9          |             |             |  |
|                | François Bonnet       | PCF            | 963          | 1,78         |             |             |  |
|                | Lucy Broust           | MPF            | 554          | 1,02         |             |             |  |
|                | Laurence Benigni      | MNR            | 449          | 0,83         |             |             |  |
|                | Victor Brun           | Divers         | 446          | 0,82         |             |             |  |
|                | Martine Liabeuf-Ouin  | MÉI            | 341          | 0,63         |             |             |  |
|                | Alain Champain        | GÉ             | 273          | 0,5          |             |             |  |
|                | Joël Gautier          | LN             | 156          | 0,29         |             |             |  |
|                |                       |                |              |              |             |             |  |
| Inscrits       | Inscrits              | Inscrits       | 83 595       | 100,00       | 83 596      | 100,00      |  |
| Abstentions    | Abstentions           | Abstentions    | 28 226       | 33,77        | 29 375      | 35,14       |  |
| Votants        | Votants               | Votants        | 55 369       | 66,23        | 54 221      | 64,86       |  |
| Blancs et nuls | Blancs et nuls        | Blancs et nuls | 1 279        | 2,31         | 1 749       | 3,23        |  |
| Exprimés       | Exprimés              | Exprimés       | 54 090       | 97,69        | 52 472      | 96,77       |  |

La suppléante de Jean-Yves Cousin était Carmelle Catteau, maire d'Éterville.

### Élections de 2007
| Candidat       | Candidat                       | Parti               | Premier tour | Premier tour | Second tour | Second tour |  |
| Candidat       | Candidat                       | Parti               | Voix         | %            | Voix        | %           |  |
| -------------- | ------------------------------ | ------------------- | ------------ | ------------ | ----------- | ----------- |  |
|                | Jean-Yves Cousin sortant réélu | UMP                 | 26 012       | 46,88        | 30 064      | 54,83       |  |
|                | Alain Tourret                  | PRG                 | 16 248       | 29,28        | 24 771      | 45,17       |  |
|                | Franck Lelièvre                | UDF–MoDem           | 3 635        | 6,55         |             |             |  |
|                | Jean-Baptiste Lemazurier       | FN                  | 1 809        | 3,26         |             |             |  |
|                | Pascal Giloire                 | Les Verts           | 1 640        | 2,96         |             |             |  |
|                | Didier Vergy                   | CPNT                | 1 391        | 2,51         |             |             |  |
|                | Gérard Leroy                   | LCR                 | 1 222        | 2,2          |             |             |  |
|                | Claudine Carin                 | PCF                 | 682          | 1,23         |             |             |  |
|                | Sylvie Bernard                 | MÉI                 | 611          | 1,1          |             |             |  |
|                | Anne Flambard                  | Extrême gauche (GA) | 545          | 0,98         |             |             |  |
|                | Isabelle Peltre                | LO                  | 500          | 0,9          |             |             |  |
|                | Véronique Roulle               | MPF                 | 486          | 0,88         |             |             |  |
|                | Stéphanie Fouque               | Divers              | 288          | 0,52         |             |             |  |
|                | Françoise Levaigneur           | MNR                 | 218          | 0,39         |             |             |  |
|                | Fanny Anne                     | Divers              | 149          | 0,27         |             |             |  |
|                | Michel Menneson                | AL                  | 52           | 0,09         |             |             |  |
|                |                                |                     |              |              |             |             |  |
| Inscrits       | Inscrits                       | Inscrits            | 88 719       | 100,00       | 88 719      | 100,00      |  |
| Abstentions    | Abstentions                    | Abstentions         | 32 144       | 36,23        | 32 370      | 36,49       |  |
| Votants        | Votants                        | Votants             | 56 575       | 63,77        | 56 349      | 63,51       |  |
| Blancs et nuls | Blancs et nuls                 | Blancs et nuls      | 1 087        | 1,92         | 1 514       | 2,69        |  |
| Exprimés       | Exprimés                       | Exprimés            | 55 488       | 98,08        | 54 835      | 97,31       |  |

La suppléante de Jean-Yves Cousin était Michèle Maugeais, maire de Bougy.

### Élections de 2012
| Candidat       | Candidat                 | Parti          | Premier tour | Premier tour | Second tour | Second tour |  |
| Candidat       | Candidat                 | Parti          | Voix         | %            | Voix        | %           |  |
| -------------- | ------------------------ | -------------- | ------------ | ------------ | ----------- | ----------- |  |
|                | Alain Tourret élu        | PRG (PS)       | 22 826       | 41,47        | 29 570      | 53,27       |  |
|                | Jean-Yves Cousin sortant | UMP            | 20 669       | 37,55        | 25 940      | 46,73       |  |
|                | Marie-Françoise Leboeuf  | RBM (FN)       | 5 860        | 10,65        |             |             |  |
|                | Viviane Boufrou          | FG (PG) (GU)   | 2 066        | 3,75         |             |             |  |
|                | Laurent Decker           | EÉLV           | 1 875        | 3,41         |             |             |  |
|                | Hubert Heuzé             | PRV            | 496          | 0,90         |             |             |  |
|                | Serge Lèzement           | MRC            | 369          | 0,67         |             |             |  |
|                | Gérard Leroy             | NPA            | 336          | 0,61         |             |             |  |
|                | Pascale Georget          | LO             | 273          | 0,50         |             |             |  |
|                | Christiane Hérouard      | DLR            | 269          | 0,49         |             |             |  |
|                |                          |                |              |              |             |             |  |
| Inscrits       | Inscrits                 | Inscrits       | 90 979       | 100,00       | 90 970      | 100,00      |  |
| Abstentions    | Abstentions              | Abstentions    | 34 898       | 38,36        | 33 981      | 37,35       |  |
| Votants        | Votants                  | Votants        | 56 081       | 61,64        | 56 989      | 62,65       |  |
| Blancs et nuls | Blancs et nuls           | Blancs et nuls | 1 042        | 1,86         | 1 479       | 2,6         |  |
| Exprimés       | Exprimés                 | Exprimés       | 55 039       | 98,14        | 55 510      | 97,4        |  |

La suppléante d'Alain Tourret était Annie Bihel, professeure de lycée, maire de Vaudry, membre du PS.

### Élections de 2017
Les élections législatives françaises de 2017 ont lieu les dimanches 11 et 18 juin 2017.
|                                                                         |                                                                 |                           |                           |                          |                          |
|                                                                         |                                                                 | Premier tour 11 juin 2017 | Premier tour 11 juin 2017 | Second tour 18 juin 2017 | Second tour 18 juin 2017 |
|                                                                         |                                                                 |                           |                           |                          |                          |
|                                                                         |                                                                 | Nombre                    | % des inscrits            | Nombre                   | % des inscrits           |
| Inscrits                                                                | Inscrits                                                        | 93 349                    | 100,00                    | 93 551                   | 100,00                   |
| Abstentions                                                             | Abstentions                                                     | 45 430                    | 48,67                     | 52 835                   | 56,48                    |
| Votants                                                                 | Votants                                                         | 47 919                    | 51,33                     | 40 716                   | 43,52                    |
|                                                                         |                                                                 |                           | % des votants             |                          | % des votants            |
| Bulletins blancs                                                        | Bulletins blancs                                                | 1 130                     | 2,36                      | 3 579                    | 8,79                     |
| Bulletins nuls                                                          | Bulletins nuls                                                  | 566                       | 1,18                      | 1 596                    | 3,92                     |
| Suffrages exprimés                                                      | Suffrages exprimés                                              | 46 223                    | 96,46                     | 35 541                   | 87,29                    |
|                                                                         |                                                                 |                           |                           |                          |                          |
| Candidat Étiquette politique (partis et alliances)                      | Candidat Étiquette politique (partis et alliances)              | Voix                      | % des exprimés            | Voix                     | % des exprimés           |
|                                                                         |                                                                 |                           |                           |                          |                          |
|                                                                         | Alain Tourret (député sortant) La République en marche          | 17 108                    | 37,01                     | 24 289                   | 68,34                    |
|                                                                         | Jean-Philippe Roy Front national                                | 6 262                     | 13,55                     | 11 252                   | 31,66                    |
|                                                                         | Hubert Picard Union des démocrates et indépendants              | 5 627                     | 12,17                     |                          |                          |
|                                                                         | Paul Demeilliers La France insoumise                            | 4 767                     | 10,31                     |                          |                          |
|                                                                         | Pascal Martin Divers droite                                     | 4 035                     | 8,73                      |                          |                          |
|                                                                         | Sibylle Corblet Aznar Europe Écologie Les Verts                 | 2 341                     | 5,06                      |                          |                          |
|                                                                         | Evelyne Stirn Divers droite (Les Républicains)                  | 1 804                     | 3,90                      |                          |                          |
|                                                                         | Chantal Beaudoin Parti radical de gauche                        | 1 676                     | 3,63                      |                          |                          |
|                                                                         | Thomas Gallice Debout la France                                 | 746                       | 1,61                      |                          |                          |
|                                                                         | Virginie Poirier Parti communiste français                      | 622                       | 1,35                      |                          |                          |
|                                                                         | Pascale Georget Lutte ouvrière                                  | 385                       | 0,83                      |                          |                          |
|                                                                         | Serge Lèzement Divers gauche (Mouvement républicain et citoyen) | 324                       | 0,70                      |                          |                          |
|                                                                         | Bruno Hirout Extrême droite (Parti de la France)                | 230                       | 0,50                      |                          |                          |
|                                                                         | Audrey Mabboux-Stromberg Divers (Union populaire républicaine)  | 203                       | 0,44                      |                          |                          |
|                                                                         | Yvan Yonnet Divers gauche (Parti de la démondialisation)        | 93                        | 0,20                      |                          |                          |
| Source : Ministère de l'Intérieur - Sixième circonscription du Calvados |                                                                 |                           |                           |                          |                          |

La suppléante d'Alain Tourret était Élisabeth Mailloux, maire de Croisilles.

### Élections de 2022
Les élections législatives françaises de 2022 ont lieu les dimanches 12 et 19 juin 2022.
| Résultats des élections législatives des 12 et 19 juin 2022 de la 6e circonscription du Calvados |                          |                          |                          |              |              |             |             |
| Candidat                                                                                         | Candidat                 | Parti et coalition       | Nuance                   | Premier tour | Premier tour | Second tour | Second tour |
| Candidat                                                                                         | Candidat                 | Parti et coalition       | Nuance                   | Voix         | %            | Voix        | %           |
|                                                                                                  | Élisabeth Borne          | LREM (ENS)               | ENS                      | 16 491       | 34,32        | 22 554      | 52,46       |
|                                                                                                  | Noé Gauchard             | LFI (NUPES)              | NUP                      | 11 786       | 24,53        | 20 491      | 47,54       |
|                                                                                                  | Jean-Philippe Roy        | RN                       | RN                       | 10 447       | 21,74        |             |             |
|                                                                                                  | Lynda Lahalle            | LC (UDC)                 | DVD                      | 3 473        | 7,23         |             |             |
|                                                                                                  | Valérie Dupont           | REC                      | REC                      | 1 342        | 2,79         |             |             |
|                                                                                                  | Mickaël Guettier         | DLF (UPF)                | DSV                      | 1 195        | 2,49         |             |             |
|                                                                                                  | Anne-Lyse Mbelo          | LRDG (FGR)               | DVG                      | 889          | 1,85         |             |             |
|                                                                                                  | François Ormain          | SE                       | DVC                      | 723          | 1,50         |             |             |
|                                                                                                  | Bruno Battail            | PA                       | ECO                      | 672          | 1,40         |             |             |
|                                                                                                  | Pascale Georget          | LO                       | DXG                      | 547          | 1,14         |             |             |
|                                                                                                  | Jemâa Saad               | EAC                      | DVG                      | 486          | 0,50         |             |             |
| Votes valides                                                                                    | Votes valides            | Votes valides            | Votes valides            | 48 051       | 97,39        | 44 668      | 91,99       |
| Votes blancs                                                                                     | Votes blancs             | Votes blancs             | Votes blancs             | 826          | 1,67         | 2 602       | 5,36        |
| Votes nuls                                                                                       | Votes nuls               | Votes nuls               | Votes nuls               | 463          | 0,94         | 1 287       | 2,65        |
| Total                                                                                            | Total                    | Total                    | Total                    | 49 340       | 100          | 48 557      | 100         |
| Abstention                                                                                       | Abstention               | Abstention               | Abstention               | 47 112       | 48,85        | 47 906      | 49,66       |
| Inscrits / participation                                                                         | Inscrits / participation | Inscrits / participation | Inscrits / participation | 96 452       | 51,15        | 96 463      | 50,34       |

Nommée Première ministre, Élisabeth Borne est officiellement remplacée le 23 juillet 2022 par son suppléant, Freddy Sertin, directeur général d'un établissement de santé.
Lors de son discours de passation avec Gabriel Attal, après la démission de son gouvernement, elle a repris ses fonctions parlementaires dans la circonscription.

### Élections de 2024
| Candidat                                                                | Candidat                 | Parti et coalition       | Nuances                  | Premier tour | Premier tour | Second tour | Second tour |
| Candidat                                                                | Candidat                 | Parti et coalition       | Nuances                  | Voix         | %            | Voix        | %           |
| ----------------------------------------------------------------------- | ------------------------ | ------------------------ | ------------------------ | ------------ | ------------ | ----------- | ----------- |
|                                                                         | Nicolas Calbrix          | RN                       | RN                       | 24 077       | 36,26        | 27 851      | 43,64       |
|                                                                         | Élisabeth Borne          | Renaissance (ENS)        | ENS                      | 19 213       | 28,93        | 35 962      | 56,36       |
|                                                                         | Noé Gauchard             | LFI (NFP)                | UG                       | 15 376       | 23,16        | Retrait     | Retrait     |
|                                                                         | Lynda Lahalle            | Les Centristes           | DVC                      | 5 080        | 7,65         |             |             |
|                                                                         | Philippe Ambourg         | DLF                      | DSV                      | 1 128        | 1,17         |             |             |
|                                                                         | Esteline Caillemer       | REC                      | REC                      | 650          | 0,98         |             |             |
|                                                                         | Pascale Georget          | LO                       | EXG                      | 616          | 0,93         |             |             |
|                                                                         | Bérengère Lareynie       | NPA-R                    | EXG                      | 262          | 0,27         |             |             |
|                                                                         |                          |                          |                          |              |              |             |             |
| Votes exprimés                                                          | Votes exprimés           | Votes exprimés           | Votes exprimés           | 66 402       | 96,65        | 63 813      | 93,09       |
| Votes blancs                                                            | Votes blancs             | Votes blancs             | Votes blancs             | 1 589        | 2,31         | 3 388       | 4,94        |
| Votes nuls                                                              | Votes nuls               | Votes nuls               | Votes nuls               | 708          | 1,03         | 1 350       | 1,97        |
| Total                                                                   | Total                    | Total                    | Total                    | 68 699       | 100          | 68 551      | 100         |
| Abstention                                                              | Abstention               | Abstention               | Abstention               | 27 634       | 28,69        | 27 806      | 28,86       |
| Inscrits / participation                                                | Inscrits / participation | Inscrits / participation | Inscrits / participation | 96 333       | 71,31        | 96 357      | 71,14       |
| Source : Ministère de l'Intérieur - Sixième circonscription du Calvados |                          |                          |                          |              |              |             |             |

Le suppléant d'Élisabeth Borne est Freddy Sertin.